# Horacio Pancheri
Horacio Pancheri (Esquel, 2 de dezembro de 1982) é um ator argentino.

## Biografia
Horacio começou sua carreira como modelo posando para revistas na Argentina. Em setembro de 2012 se mudou para o México para estudar atuação com René Pereyra e posteriormente foi admitido no Centro de Educación Artística da Televisa (CEA), por convite de Eugenio Cobo. 
Depois de se ingressar ao CEA, em 2014, fez sua estréia na televisão mexicana, na telenovela El color de la pasión, com uma participação especial, onde interpretou a etapa jovem de Alonso Gaxiola e compartilhou créditos com Ariadne Díaz e Michelle Renaud. Ainda em 2014, Mapat de Zatarain lhe dá oportunidade de participar da telenovela La sombra del pasado, interpretando Renato Ballesteros e onde volta a compartilhar créditos com Michelle Renaud e pela primeira vez com Pablo Lyle, Alejandra Barros, Alexis Ayala e Thelma Madrigal.
Em 2016, interpretou Carlos Gómez-Ruiz, seu primeiro protagonista na novela Um Caminho para o Destino. Ainda neste ano, fez sua estréia no cinema interpretando Alejandro, no filme "Yo soy Pepito".
Em 2017, interpretou seu segundo protagonista, Dr. Sergio Rivelles na telenovela En tierras salvajes, atuando ao lado de Claudia Álvarez e Cristián de la Fuente.

## Carreira

### Telenovelas
| Ano       | Título                     | Personagem                     |
| --------- | -------------------------- | ------------------------------ |
| 2025      | Me atrevo a amarte         | Alito Buitron                  |
| 2024-2025 | Papás por conveniencia     | Damaso Rivero                  |
| 2023-2024 | Golpe de suerte            | Facundo Grandinetti            |
| 2021-2022 | Vencer el pasado           | Alonso Cancino                 |
| 2020-2021 | La mexicana y el güero     | Rodrigo Avellaneda             |
| 2017      | En tierras salvajes        | Sergio Otero Rivelles          |
| 2017      | El vuelo de la victoria    | Visitante do hospital          |
| 2016      | Un camino hacia el destino | Carlos Gómez-Ruiz              |
| 2014-2015 | La sombra del pasado       | Renato Ballesteros Medrano     |
| 2014      | El color de la pasión      | Alonso Gaxiola Beltrán (jovem) |

### Serie
| Ano           | Título                 | Personagem        |
| ------------- | ---------------------- | ----------------- |
| 2019-presente | El Juego de las Llaves | Valentin Lombardo |

### Cinema
| Ano  | Título        | Personagem        |
| ---- | ------------- | ----------------- |
| 2016 | Yo soy Pepito | Alejandro Gasquet |